# Offensive Mittelstand
Die Offensive Mittelstand (OM) wurde im Jahre 2006 unter dem Dach der Initiative Neue Qualität der Arbeit gegründet, die vom Bundesministerium für Arbeit und Soziales ins Leben gerufen wurde.
Sie ist ein Aktionsbündnis von Organisationen und Verbänden, die den Mittelstand unterstützen und fördern. Ziel ihrer Aktivitäten ist es, die Kooperation der OM-Partner zu verbessern, um die Qualität der Arbeit und eine wertschätzende Unternehmenskultur mittelständischer Unternehmen zu fördern. So sollen möglichst viele kleine und mittelständische Unternehmen (KMU) den demografischen Wandel, die digitale Transformation der Arbeit und den Klimawandel als Chance nutzen können.
Die Offensive Mittelstand ist unabhängig und verfolgt keine kommerziellen Ziele. Sie erhält keine kontinuierliche Förderung.

## Ziel
Ziel ist die Unterstützung kleiner und mittlerer Unternehmen (KMU) bei Veränderungen, sodass Megatrends, wie der demografische Wandel, die digitale Transformation und der Klimawandel, als Chance und Wettbewerbsvorteil genutzt werden können. Hierfür sollen die Aktivitäten der verschiedenen Akteure, die KMU unterstützen, besser zusammengeführt werden. Ziel der Offensive Mittelstand ist es, die Kooperation der Partner zu verbessern, um die Qualität der Arbeit und eine wertschätzende sowie nachhaltige Unternehmenskultur im Mittelstand zu fördern. In der Offensive Mittelstand kann jede und jeder Interessierte mitarbeiten.

## Zielgruppen
Mittelbare Zielgruppe der Offensive Mittelstand sind vor allem Unternehmen mit bis zu 25 Beschäftigten und einem Umsatz von bis zu 2 Mio. € im Jahr. Das sind rund 95 Prozent aller Unternehmen in Deutschland. Unmittelbare Zielgruppe der Offensive Mittelstand sind die Berater der intermediären Organisationen und Dienstleister des Mittelstandes.

## Struktur
Die Struktur der Offensive Mittelstand leitet sich aus den Grundlagen der Zusammenarbeit der Offensive Mittelstand – Gut für Deutschland ab.
- Strategiekreis: Das oberste Gremium, das alle Produkte und Vorhaben im Konsens mit allen Partnern beschließt.
- Koordinierungsteam: Das Koordinierungsteam (Leitungskreis) bereitet strategische Entscheidungen und neue Initiativen vor, trägt Sorge für die Umsetzung der Beschlüsse des Strategiekreises und ist das Entscheidungsgremium zwischen     den Sitzungen des Strategiekreises.
- AG Transfer: Operationalisiert und verstärkt die Wirkung des Transfers der OM-Partner zu den KMU. Unterstützt den Strategiekreis durch Vorbereitung und     Umsetzung von Beschlüssen. Alle OM-Partner werden zur AG Transfer eingeladen und können sich einbringen.
- Geschäftsstelle: Die Geschäftsstelle in Köln unterstützt das Koordinierungsteam bei der Vorbereitung und Durchführung der Treffen des Strategiekreises, bei der     Umsetzung der Beschlüsse des Plenums und bei der Wahrnehmung der Aufgaben der Offensive Mittelstand zwischen den Strategiekreistreffen.
- Transferzentrum: Unterstützt die Geschäftsstelle bei ihren Aufgaben und hilft bei der Umsetzung der Beschlüsse der OM-Gremien.
- Regionale Zusammenarbeit: Unterstützung der OM-Partner bei der Arbeit in/Bildung von regionalen Netzwerken.
- Qualifizierung: OM als Institution zur Qualifizierung der OM-Berater und autorisierten Berater: innen.
- Fachgruppen: Eine Fachgruppe behandelt ein eindeutig beschriebenes und abgegrenztes Fachthema, das die bestehenden Instrumente und Strukturen der Offensive Mittelstand weiterentwickelt und/oder unterstützt.

## Partner und Träger
Die Offensive Mittelstand hat rund 400 Partner, unter anderem Bundesministerien, Unternehmerverbände, Fach- und Berufsverbände, Innungen, Handwerkskammern, Gewerkschaften, Berufsgenossenschaften, Krankenkassen, Agentur für Arbeit, Deutsche Rentenversicherung, Forschungsinstitute und Dienstleister. Trägerin der Offensive Mittelstand ist die Stiftung „Mittelstand – Gesellschaft – Verantwortung“.

## Praxisstandards und Checks
Die Partner der Offensive Mittelstand haben Praxisstandards (A.1-B.02) zum guten Management in KMU entwickelt, die die Unternehmen als Selbstbewertungschecks und Potenzialanalysen nutzen können. Diese Praxisstandards und -Checks entstehen in einem umfassenden inhaltlichen Abstimmungsprozess aller OM-Partner und werden im Strategiekreis von allen Partnern als gemeinsames Instrument verabschiedet. Es gibt folgende Praxischecks und Potentialanalysen:
- INQA-Unternehmenscheck „Guter Mittelstand“ (OM-Praxis-Check A-1)
- INQA-Check „Personalführung“ (OM-Praxis-Check A-2.1)
- INQA-Check „Vielfaltsbewusster Betrieb“ (OM-Praxis-Check A-2.2)
- INQA-Check „Gesundheit“ (OM-Praxis-Check A-2.3)
- INQA-Check „Wissen & Kompetenz“ (OM-Praxis-Check A-2.4)
- GDA-ORGAcheck – Arbeitsschutz mit Methode (OM-Praxis-Check A-3.1)
- Potenzialanalyse „Innovation sichert Erfolg“ (OM-Praxis-Check A-3.2)
- Potenzialanalyse: „Betriebliche Bildung“ (OM-Praxis-Check A-3.3)
- Potenzialanalyse: „Arbeitszeit“ (OM-Praxis-Check A-3.4)
- Potenzialanalyse: „Arbeit 4.0“ (OM-Praxis-Check A-3.5)
- Potentialanalyse „Betrieblicher Umweltschutz“ (OM-Praxis-Check A-3.6)
- „Gut beraten“ – für Unternehmen (OM-Praxis-Check B-1)
- „Qualität der Beratung“ – für Beratende (OM-Praxis-Check B2)

## Finanzierung
Die Offensive Mittelstand finanziert sich durch Unterstützungsbeiträge der Partner sowie der begrenzten Förderung einzelner Projekte.